# بيرسا
بيرسا هي قرية تقع في إقليم أراد في رومانيا. تبعد عن أراد 77 كم.

## السكان
حسب إحصائيات 2002 بلغ عدد سكان القرية 1,920 نسمة.